# Robert Hardy
Timothy Sydney Robert Hardy CBE FSA (sinh ngày 29 tháng 10 năm 1925 – mất ngày 3 tháng 8 năm 2017) là một diễn viên người Anh có thâm niên trong lĩnh vực sân khấu, điện ảnh và truyền hình. Anh bắt đầu sự nghiệp của mình với tư cách là một diễn viên cổ điển và sau đó đã được công nhận rộng rãi với các vai diễn như Siegfried Farnon trong loạt phim truyền hình All Creatures Great and Small của đài BBC, Cornelius Fudge trong loạt phim Harry Potter và Winston Churchill trong một số tác phẩm, bắt đầu với Southern Television loạt phim Winston Churchill: The Wilderness Years. Anh được đề cử BAFTA cho Nam diễn viên chính xuất sắc nhất cho All Creatures Great and Small vào năm 1980 và Winston Churchill: The Wilderness Years năm 1982. Ngoài diễn xuất, Hardy còn là một chuyên gia nổi tiếng về cung tên Anh thời Trung cổ và đã viết hai cuốn sách về chủ đề này.

## Đầu đời
Hardy sinh năm 1925 tại Cheltenham với Henry Harrison Hardy, MBE, của Old Farm, Bishop's Cleeve, Tewkesbury, Gloucestershire, và Edith Jocelyn, con gái của Rev. Sydney Dugdale, hiệu trưởng của Whitchurch, Shropshire, một thành viên của một vùng đất gia đình nhẹ nhàng của Tu viện Wroxall, Wroxall, Warwickshire. Henry Hardy là hiệu trưởng của Trường Cao đẳng Cheltenham và sau đó là Trường Shrewsbury, đồng thời là Thiếu tá trong Lữ đoàn Súng trường.
Hardy được đào tạo tại Trường Rugby và Cao đẳng Magdalen, Oxford, nơi việc học của anh bị gián đoạn do phục vụ trong Lực lượng Không quân Hoàng gia trong Thế chiến thứ hai. Ông được đào tạo như một phi công, nhận được một phần hướng dẫn của mình trong Chương trình Trường Đào tạo Bay của Anh ở Terrell, Texas. Mặc dù ông đến thăm Los Angeles khi nghỉ huấn luyện bay tại Terrell, sự nghiệp diễn xuất sau này của ông không bao giờ có được chỗ đứng ở Hollywood. Sau khi phục vụ trong RAF, ông trở lại để lấy bằng Cử nhân (Hons) tiếng Anh. Trên Desert Island Discs của BBC Radio 4, ông mô tả bằng cấp mà anh ta có được là "tồi tàn", mặc dù ông trân trọng thời gian học dưới C. S. Lewis và J. R. R. Tolkien.

## Danh sách phim

### Điện ảnh
| Năm  | Tiêu đề                                   | Vai diễn                    | Ghi chú          |
| ---- | ----------------------------------------- | --------------------------- | ---------------- |
| 1958 | Torpedo Run                               | Lieutenant Redley           |                  |
| 1962 | A Question of Fact                        | Colin Gardiner              | với Ursula Jeans |
| 1965 | The Spy Who Came in from the Cold         | Dick Carlton                |                  |
| 1967 | How I Won the War                         | British General             |                  |
| 1967 | Berserk!                                  | Detective Supt. Brooks      |                  |
| 1971 | 10 Rillington Place                       | Malcolm Morris              |                  |
| 1972 | Young Winston                             | Prep School Headmaster      |                  |
| 1972 | Demons of the Mind                        | Zorn                        |                  |
| 1973 | Psychomania                               | Chief Inspector Hesseltine  |                  |
| 1973 | Escape to Nowhere                         | Chief of M.I.5's assistant  |                  |
| 1973 | Gawain and the Green Knight               | Sir Bertilak                |                  |
| 1973 | Yellow Dog                                | Alexander                   |                  |
| 1973 | Dark Places                               | Edward Foster / Andrew Marr |                  |
| 1974 | The Slap                                  | Robert                      |                  |
| 1984 | The Shooting Party                        | Lord Bob Lilburn            |                  |
| 1988 | Paris by Night                            | Adam Gillvray               |                  |
| 1994 | Mary Shelley's Frankenstein               | Professor Krempe            |                  |
| 1995 | A Feast at Midnight                       | Headmaster                  |                  |
| 1995 | Sense and Sensibility                     | Sir John Middleton          |                  |
| 1997 | Mrs. Dalloway                             | Sir William Bradshaw        |                  |
| 1998 | The Tichborne Claimant                    | Lord Rivers                 |                  |
| 1998 | The Barber of Siberia                     | Forsten                     |                  |
| 1998 | An Ideal Husband                          | Lord Caversham              |                  |
| 2002 | Thunderpants                              | Doctor                      |                  |
| 2002 | Harry Potter and the Chamber of Secrets   | Cornelius Fudge             |                  |
| 2002 | The Gathering                             | The Bishop                  |                  |
| 2004 | Harry Potter and the Prisoner of Azkaban  | Cornelius Fudge             |                  |
| 2004 | Making Waves                              | Father Parry                |                  |
| 2005 | Harry Potter and the Goblet of Fire       | Cornelius Fudge             |                  |
| 2005 | Lassie                                    | Judge Murray                |                  |
| 2007 | Harry Potter and the Order of the Phoenix | Cornelius Fudge             |                  |
| 2008 | Framed                                    | Provost                     |                  |
| 2009 | Old Harry                                 | Old Harry                   |                  |
| 2015 | Joseph's Reel                             | Old Joseph                  | Phim ngắn        |
| 2017 | Snapshot Wedding                          | Donald                      | Hậu kỳ           |
| 2017 | In Familia                                | Ashton Leonard              |                  |